# Víctor del Castillo
Víctor del Castillo fue un político peruano.
Fue elegido diputado por la provincia de Anta en 1939 con 1121 votos por el partido Concentración Nacional que postuló también a Manuel Prado Ugarteche a la presidencia de la república.